# Loc. cit.
loc. cit. はラテン語の loco citato の省略形で、「示した場所にある」の意味を持つ。この語は、脚注や尾注や引用や参考文献において、直前に示した文献と同じ文献で同じページの場合に使用される。
Ibid. と同じ様に使用され、参照先の文献だけでなく、そのページも同一である場合に使用する。また、ページが同一か異なるかに関わらず同様の使い方をする語に op. cit. がある。今日では、loc. cit. は稀にしか使用されない。

## 例
- 9. R. Millan, "Art of Latin grammar" (Academic, New York, 1997), p. 23.
- 10. Loc. cit.

上記の場合、参考文献の10番は、直前の9番の文献と同じ文献で同じページであることを示す。また、以下の様な使用のされ方もある。
- 9. R. Millan, "Art of Latin grammar" (Academic, New York, 1997), p. 23.
- 10. G. Wiki, "Blah and its uses" (Blah Ltd., Old York, 2000), p. 12.
- 11. Millan, loc. cit.

2つ目の例の場合、参考文献の11番は、Millan著の文献で直前に出ているものが9番の文献であるため、9番と同じ文献で同じページを参照していることを示している。